# Yasashisa no Tsubomi
Singles de Faylan
Blue Blaze
(2013) Tokyo Zero Hearts
(2014)
Yasashisa no Tsubomi est le 20e single de Faylan sorti sous le label Lantis le 30 avril 2014 au Japon. Il arrive 126e à l'Oricon et reste classé une semaine.
Yasashisa no Tsubomi a été utilisé comme thème de fermeture du drama Garo - Makai no Hana. Yasashisa no Tsubomi et Best Fighter se trouvent sur l'album -Zero Hearts-.

## Liste des titres
Toutes les paroles sont écrites par Faylan.
| 1. | Yasashisa no Tsubomi             |  |
| 2. | Best Fighter                     |  |
| 3. | Yasashisa no Tsubomi (Off Vocal) |  |
| 4. | Best Fighter (off vocal)         |  |